# Danilo Martuccelli
Danilo Martuccelli, né le 8 mars 1964, est professeur de sociologie à l'université Paris-Descartes et membre du laboratoire Centre de recherche sur les liens sociaux (CERLIS).
Il est membre senior honoraire de l'Institut universitaire de France (2013-2018).

## Sociologies de la modernité
En 1999, Danilo Martuccelli publie l'ouvrage Sociologies de la modernité. À partir d'une sélection d'une quinzaine auteurs majeurs de la sociologie, il propose de faire ressortir une analyse des fondements de la société moderne. Sur la base de rapprochements théoriques entre ces auteurs, Martuccelli construit trois regroupements, qu’il appelle « matrices » de la modernité :
1. la matrice sociologique de la différenciation sociale regroupe les visions de la société moderne développées par Émile Durkheim, Talcott Parsons, Pierre Bourdieu et Niklas Luhmann ;
2. la matrice sociologique de la rationalisation rassemble les analyses de la société moderne formulées par Max Weber, Norbert Elias, Herbert Marcuse, Michel Foucault et Jürgen Habermas ;
3. la matrice sociologique de la condition moderne regroupe Georg Simmel, l’École de Chicago, Erwin Goffman, Alain Touraine et Anthony Giddens.

## Publications
- avec François Dubet, À l'école : sociologie de l'expérience scolaire, Paris, Le Seuil, 348 p, 1996[3].
- Danilo Martuccelli, Sociologies de la modernité : L'itinéraire du XXe siècle, Paris, Gallimard, 1999, 709 p. (ISBN 978-2-07-041050-7)[4].
- Dominations ordinaires. Explorations de la condition moderne, Paris, Balland, 2001.
- Grammaires de l'individu, Paris, Gallimard, « Folio-Essais », 2002.
- avec Vincent Caradec (éd.), Matériaux pour une sociologie de l'individu. Perspectives et débats, Villeneuve-d'Ascq, Presses universitaires du Septentrion, 2004.
- La consistance du social. Une sociologie pour la modernité, Rennes, Presses universitaires de Rennes, 2005.
- Forgé par l'épreuve. L'individu dans la France contemporaine, Paris, A. Colin, 2006.
- avec Bernardo Sorj, El desafio latino-americano, Buenos Aires, Siglo XXI, 2008
- avec Anne Barrère, Le roman comme laboratoire. De la connaissance littéraire à l'imagination sociologique, Villeneuve-d'Ascq, Septentrion, 2009.
- avec François de Singly, Les sociologies de l'individu, Paris, A. Colin, 2009.
- La société singulariste, Paris, Armand Colin coll. "individu et société", 2010.
- avec Kathya Araujo, Desafíos Comunes. Retrato de la sociedad chilena y sus individuos, Santiago, LOM, 2012. 2 Tomes.
- Controverse sur l'individualisme, Québec, Presses de l'Université Laval, 2014.
- Les sociétés et l'impossible. Les limites imaginaires de la réalité. Paris, Armand Colin coll. "individu et société", 2014.
- La condition sociale moderne. L’avenir d’une inquiétude, Paris, Gallimard coll. « Folio essais » (num. 629), 2017.